# Medyka
Medyka è un comune rurale polacco del distretto di Przemyśl, nel voivodato della Precarpazia.
Ricopre una superficie di 60,67 km² e nel 2004 contava 6 060 abitanti.
Nel 2022, data la vicinanza con il confine dell'Ucraina, in conseguenza dell'invasione russa dell'Ucraina, Medyka diventa un punto di transito dei profughi ucraini verso la città di Przemyśl.